# Danyłowa Bałka
Danyłowa Bałka (ukr. Данилова Балка) – wieś na Ukrainie, w obwodzie kirowohradzkim, w rejonie hołowaniwskim. W 2001 roku liczyła 955 mieszkańców.